# اوراتائو
اوراتائو (انگلیسی: Urtatau) یک شهرک در شهرستان داولکانوفسکی در استان باشقیرستان کشور روسیه است.